# Soanne
Soanne is een plaats (frazione) in de Italiaanse gemeente Pennabilli.